# Haithabu
Koordinaten: 54° 29′ 28″ N, 9° 33′ 55″ O
Haithabu (dänisch Hedeby) war eine bedeutende Siedlung dänischer bzw. schwedischer Wikinger. Der Ort gilt als frühe mittelalterliche Stadt in Nordeuropa und war ein wichtiger Umschlagsplatz für den Fernhandel zwischen dem Baltikum, Skandinavien und Westeuropa. Er wurde um 770 gegründet und spätestens 1066 zerstört.
Haithabu lag im Süden der Kimbrischen Halbinsel am Ende der Schlei, die als Meeresarm der Ostsee weit ins Landesinnere reicht. Bei Haithabu kreuzte der historische Ochsenweg das Danewerk. Heute gehört das Gebiet zu Deutschland, das Gelände ist ein Teil der Gemeinde Busdorf bei Schleswig im Kreis Schleswig-Flensburg.
Der seit seiner Zerstörung im 11. Jahrhundert verlassene Ort Haithabu ist gemeinsam mit dem Danewerk das bedeutendste archäologische Bodendenkmal in Schleswig-Holstein und zählt seit 2018 als Archäologischer Grenzkomplex Haithabu und Danewerk zum Weltkulturerbe der UNESCO. Die Wallanlagen um die frühere Siedlung sind Bestandteil des Naturschutzgebietes „Haithabu-Dannewerk“.

## Name

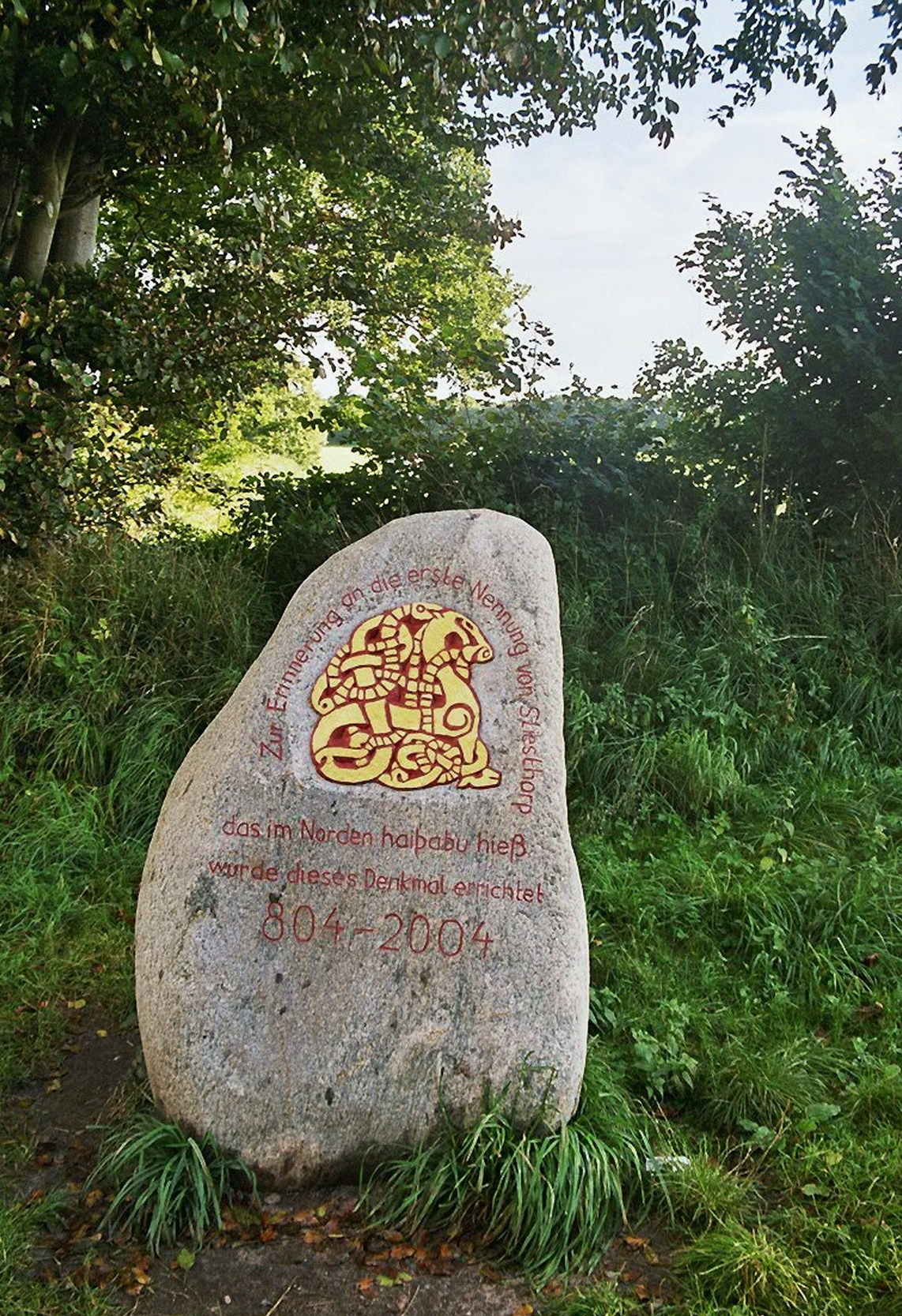
Gedenkstein in Haithabu zur Erinnerung an die Erstnennung von Sliesthorp (= Haithabu) im Jahr 804

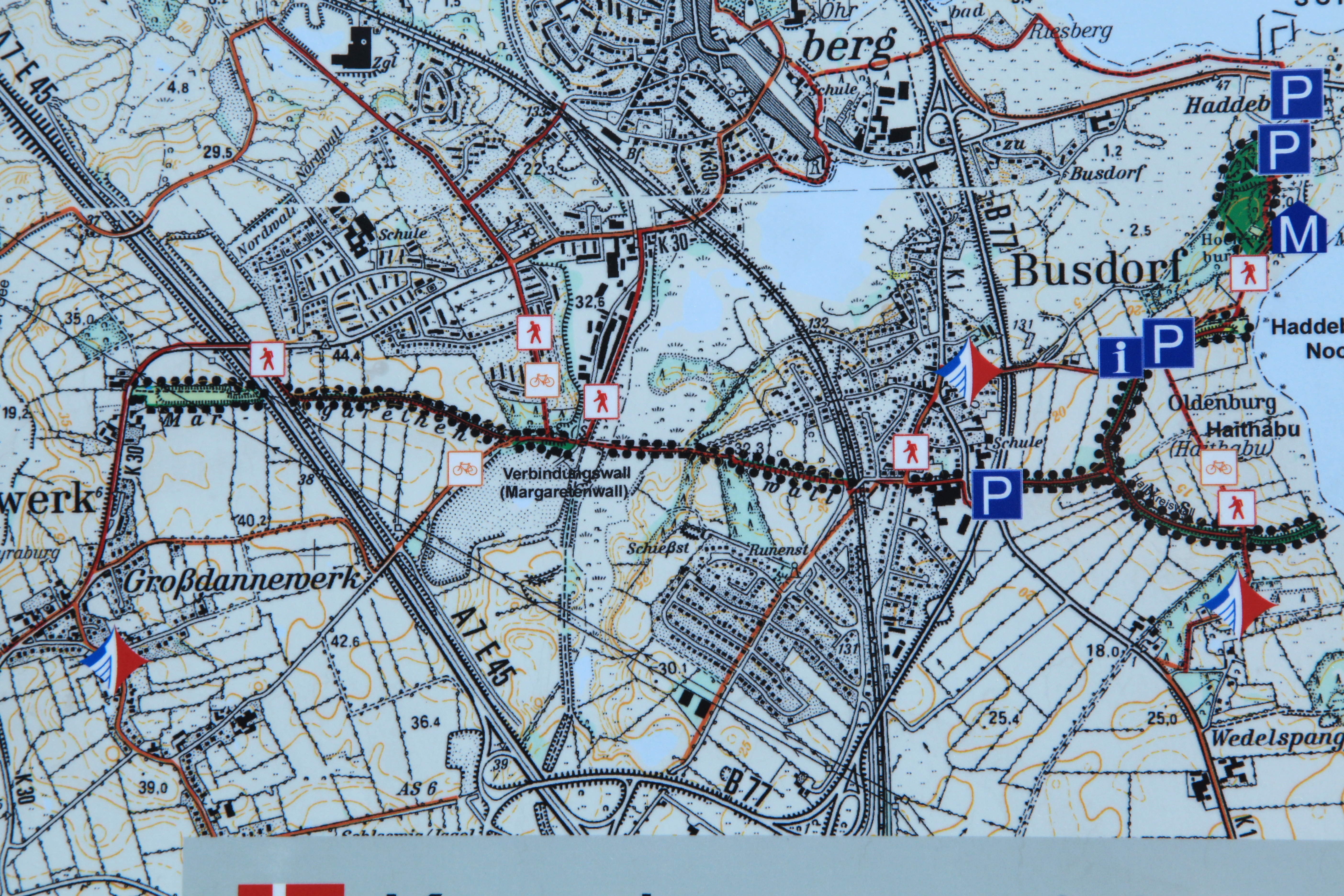
Oldenburg als Name für das Gebiet von Haithabu auf einer modernen Karte (rechter Bildrand)

Der altnordische Name der Siedlung, Heiðabýr, ist eine Zusammensetzung aus heiðr ‚Heide‘, und bý ‚Ort‘. Im Altenglischen wurde der Ort æt Hæþum („auf der Heide“) genannt. Im Dänischen und Schwedischen lautet der Name Hedeby. Weitere Namensformen sind Haiðaby, Haidaby und lateinisch Heidiba.
Schleswig liegt rund zwei Kilometer nördlich von Haithabu, auf der anderen Seite der Schlei. Ursprünglich bezog sich der Name Sliaswich (= Schleswig) auf Haithabu. Der Chronist Adam von Bremen nannte im 11. Jahrhundert Sliaswich und Heidiba als Namen für Haithabu, als er von einem Ereignis im 10. Jahrhundert sprach. Daher wurde Haithabu manchmal mit Schleswig verwechselt. In einer deutschen Ausgabe der Kirchenchronik von Adam von Bremen aus dem Jahr 1893 findet sich in einer Fußnote die Anmerkung, Haddeby werde auch als dänischer Name für Schleswig verwendet.
Haithabu wurde altsächsisch/altfränkisch auch Sliesthorp (sinngemäß „Dorf an der Schlei“) genannt. Dieser Name ist in den Fränkischen Reichsannalen erstmals im Jahr 804 belegt, woran ein Gedenkstein in Haithabu erinnert. Der Name Sliesthorp und die Erstnennung im Jahr 804 werden auch auf Schleswig bezogen, mit unklarer Abgrenzung zu Haithabu. Die Gesellschaft für Schleswiger Stadtgeschichte schreibt, sliesthorp, sliaswich und haithabu seien Namen für dieselbe Siedlung gewesen, und stellt klar, dass sie den im 9. und 10. Jahrhundert bedeutenden Handelsplatz meint – also Haithabu, die Siedlung am Haddebyer Noor auf der Südseite der Schlei. Die Gesellschaft für Schleswiger Stadtgeschichte schreibt weiter, die Zerstörung Haithabus in der zweiten Hälfte des 11. Jahrhunderts habe „zum Ausbau der vermutlich schon vorhandenen Besiedlung auf dem Nordufer der Schlei“ geführt – also zum Ausbau Schleswigs. Demnach bezogen sich die Namen Sliesthorp und Sliaswich ursprünglich auf Haithabu südlich der Schlei.
Als alle Spuren des untergegangenen Ortes außer dem Halbkreiswall verschwunden waren, nannten die Anwohner das Gebiet Oldenburg, womit der Standort einer alten Stadt gemeint war.
Von Haithabu bzw. Hedeby stammt die niederdeutsche Namensform Haddeby ab. Dies ist der Name eines kleinen Ortsteils von Busdorf, der nördlich von Haithabu an der Schlei liegt (siehe Karte rechts, Haddeby in der oberen rechten Bildecke). Beim Amt Haddeby und dem Haddebyer Noor ist Haddeby Bestandteil des Namens.

## Geschichte

### 8. und 9. Jahrhundert

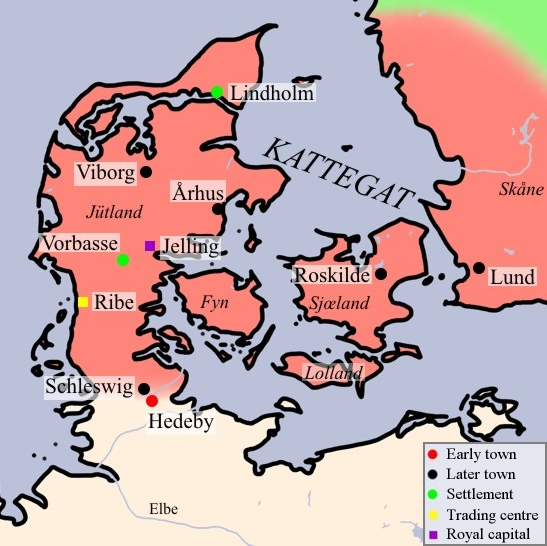
Lage von Haithabu/Hedeby an der Südgrenze des wikingerzeitlichen Dänemarks

Nach der Aufgabe Englands (409 n. Chr.) durch die Römer wanderten viele Angeln, Jüten und Sachsen nach England aus, und Dänen drangen von Norden bis zur Schlei und zur Eckernförder Bucht vor. Das Gebiet scheint zu diesem Zeitpunkt nur dünn besiedelt gewesen zu sein.
Wahrscheinlich gründeten friesische Händler im 8. Jahrhundert Haithabu als Handelsniederlassung. Um 800 beherrschten von Dänemark schwedische Wikinger die Region. Sie wurden aber später vom dänischen König Gudfred unterworfen. 808 zerstörte Gudfred den slawischen Handelsort Reric in der Nähe von Wismar. Anschließend wurden die Kaufleute nach Haithabu zwangsweise umgesiedelt. Dadurch entwickelte sich die Stadt schnell zur Handelsstadt, noch bevor Dänemark Einheit erlangte. Gudfred machte Haithabu zum Zentrum eines jütländischen Reiches.
Um 850 ließ Erzbischof Ansgar von Hamburg eine christliche Kirche errichten, es war die erste christliche Kirche nördlich von Hamburg. Die Existenz dieses Baus ist zwar in den Schriftquellen belegt, konnte aber archäologisch noch nicht nachgewiesen werden. 1978 wurde allerdings eine aus dem frühen 10. Jahrhundert stammende Kirchenglocke im ehemaligen Hafen von Haithabu geborgen, siehe Glocke von Haithabu.
Um 890 unternahm Wulfstan von Haithabu im Auftrag Alfreds des Großen eine Reise nach Truso.

### 10. und 11. Jahrhundert
Um 900 übernahmen schwedische Wikinger erneut die Macht in Haithabu. 934 besiegte der ostfränkisch-sächsische König Heinrich I. die Dänen unter König Knut I. in der „Schlacht von Haithabu“ und eroberte die Stadt. Damit fiel das Gebiet zwischen Eider und Schlei zunächst an das Ostfrankenreich bzw. das römisch-deutsche Reich. 945 eroberte der dänische König Gorm den wichtigen Handelsplatz.
948 wurde das Bistum Schleswig gegründet und Haithabu wurde Bischofssitz. Es ist jedoch unklar, ob Hored, der erste Bischof von Schleswig, jemals nach Haithabu kam. Ebenfalls 948 erkannte Gorms Sohn Harald Blauzahn die Oberhoheit des Herzogs von Sachsen Otto I. an, der zugleich König des Ostfrankenreichs war und 962 römisch-deutscher Kaiser wurde. Harald Blauzahn trat zum Christentum über und leistete Otto Tribut.
Im 10. Jahrhundert erreichte Haithabu seine Blütezeit und war mit mindestens 1500 Einwohnern der bedeutendste Handelsplatz des westlichen Ostseeraums. Um 965 wurde die Stadt von dem arabisch-jüdischen Reisenden Ibrahim ibn Jaqub besucht und beschrieben.
Harald Blauzahn versuchte das Gebiet im Jahr 974 dem neuen Kaiser Otto II. abzuringen, doch Otto II. eroberte es im selben Jahr zurück. Im Jahr 983 eroberte wiederum Harald Blauzahn Haithabu, starb aber 986. In den Jahren um 1000 gehörte die Siedlung zum Machtbereich von Kaiser Otto III., der allerdings aufgrund seines jungen Alters und anderer Auseinandersetzungen keinen Einfluss nahm.
Unter Kaiser Konrad II. wurde die Grenze vermutlich durch eine von Sven Gabelbart unternommene Kriegshandlung von der Schlei wieder an die Eider zurückverlegt (→ Mark Schleswig).

### Untergang
Obwohl ein neun Meter hoher Wall mit Palisade die Handelsstadt umgab, wurde sie wahrscheinlich im Jahr 1050 von König Harald Hardrada von Norwegen zerstört.
Darüber verfasste ein norwegischer Skalde König Haralds den folgenden Gesang:
Verbrannt wurde von einem Ende zum anderen ganz Haithabu im Zorn,
eine vortreffliche Tat, meine ich, die Sven schmerzen wird.
Hoch schlug die Lohe aus den Häusern,
als ich in der Nacht vor Tagesgrauen auf dem Arm der Burg stand.
Haithabu konnte sich von dieser Zerstörung nicht mehr erholen. Der Ort wurde nur teilweise wiederaufgebaut. Ende des Jahres 1066 wurde Haithabu erneut geplündert und gebrandschatzt, diesmal von Westslawen, die damals in den Gebieten östlich der Kieler Förde lebten. Gemeinsam mit der Schlacht von Stamford Bridge im selben Jahr markiert die Zerstörung und Aufgabe von Haithabu im Jahr 1066 das Ende der Wikingerzeit.
Die Einwohner bauten Haithabu nicht wieder auf. Sie zogen zwei Kilometer weiter nach Norden an das andere Ufer der Schlei. Dort war wahrscheinlich schon eine Siedlung vorhanden, aus der die Stadt Schleswig hervorging. Wenige Jahre später verfasste Adam von Bremen die Gesta Hammaburgensis ecclesiae pontificum, eine Chronik des Erzbistums Hamburg in lateinischer Sprache, in der er auch Haithabu beschrieb.

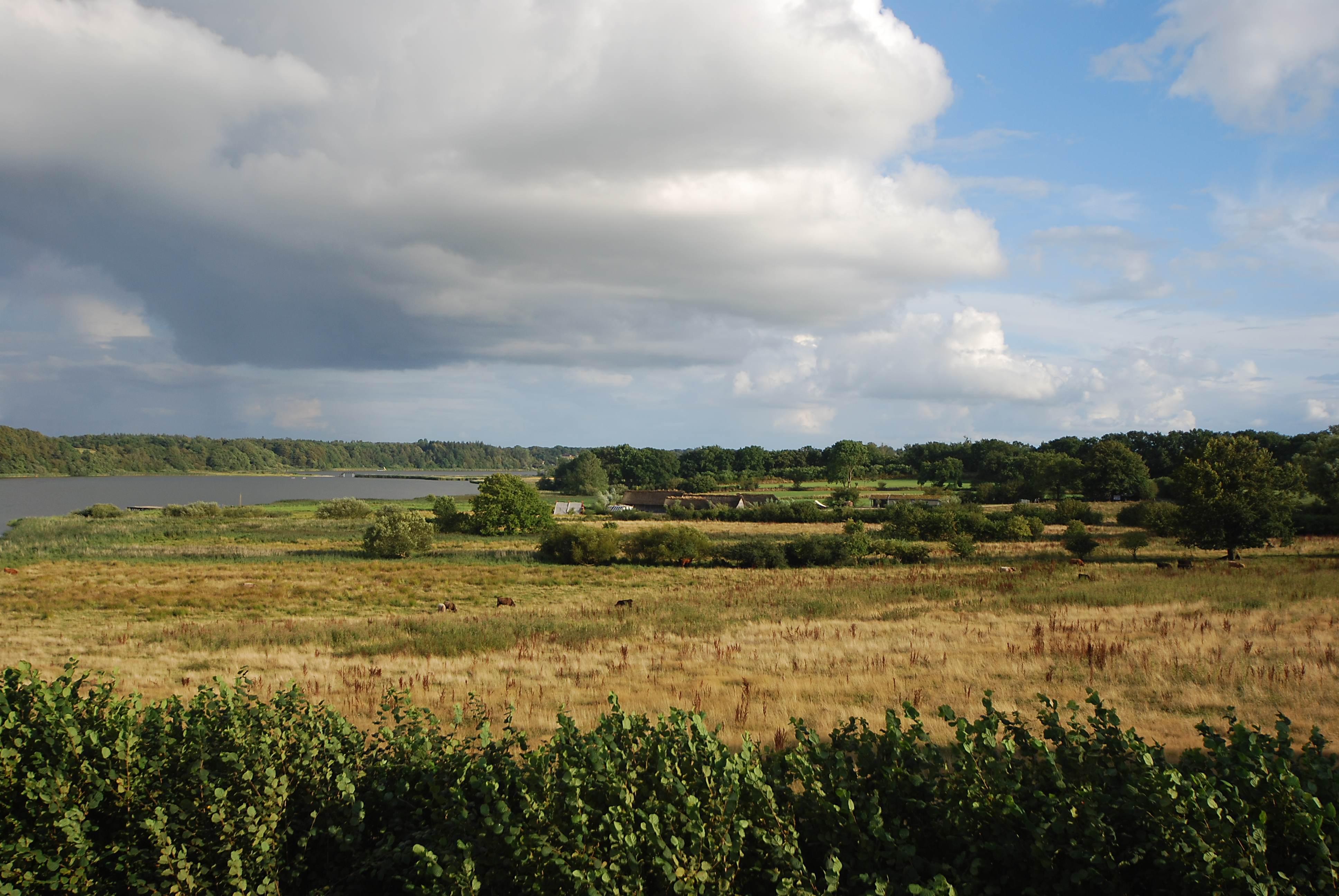
Gelände von Haithabu

Die aufgegebene Siedlung Haithabu verfiel am Ende des 11. Jahrhunderts aufgrund des Wasseranstiegs von Ostsee und Schlei. Die Anlagen und Bauten im Siedlungs- und Hafengelände, mit Ausnahme des Walls, vergingen oberirdisch vollständig. Schließlich geriet sogar in Vergessenheit, wo sich der Ort am Haddebyer Noor befunden hatte.

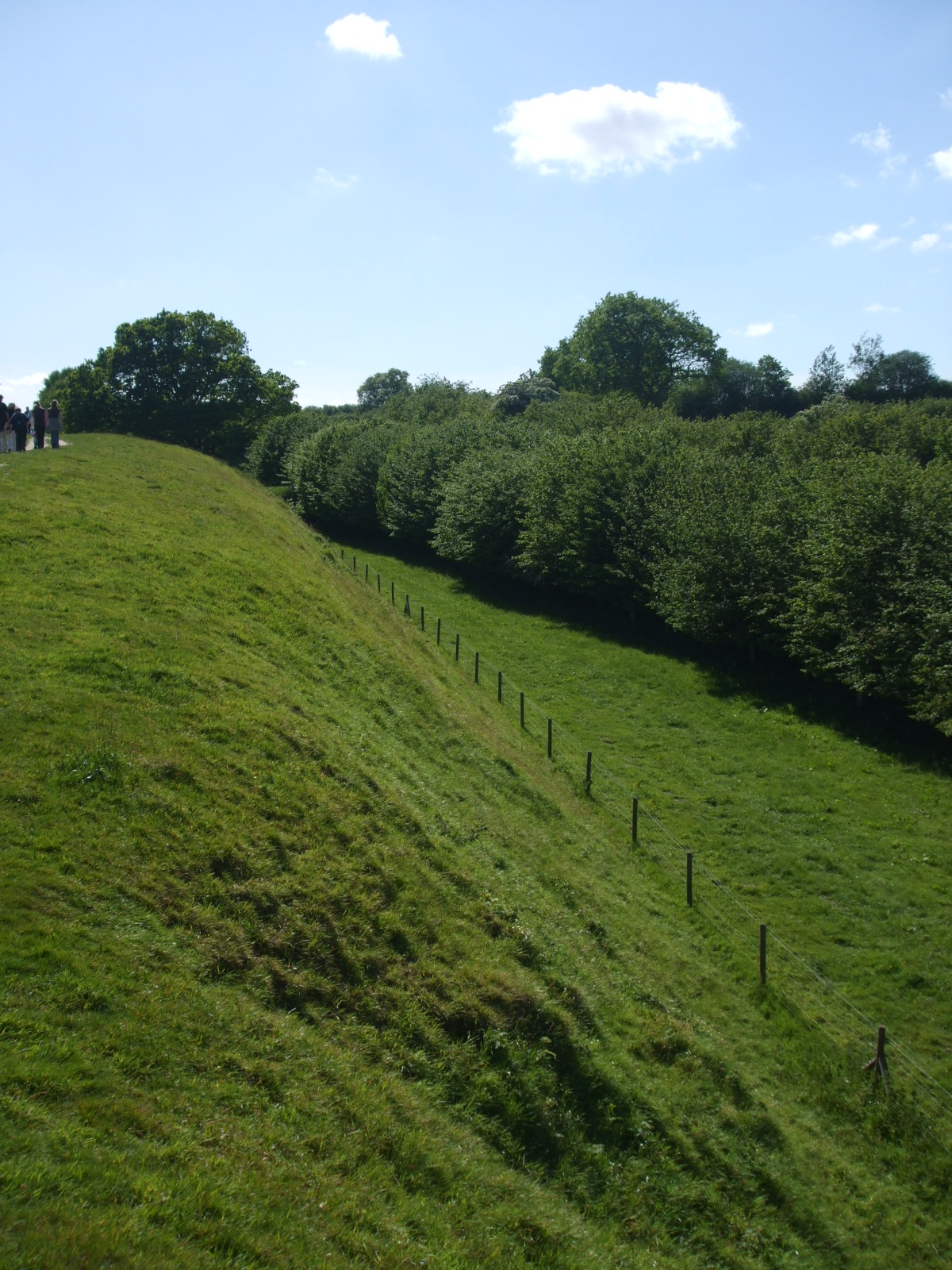
Nördliches Wallprofil und Geländesituation
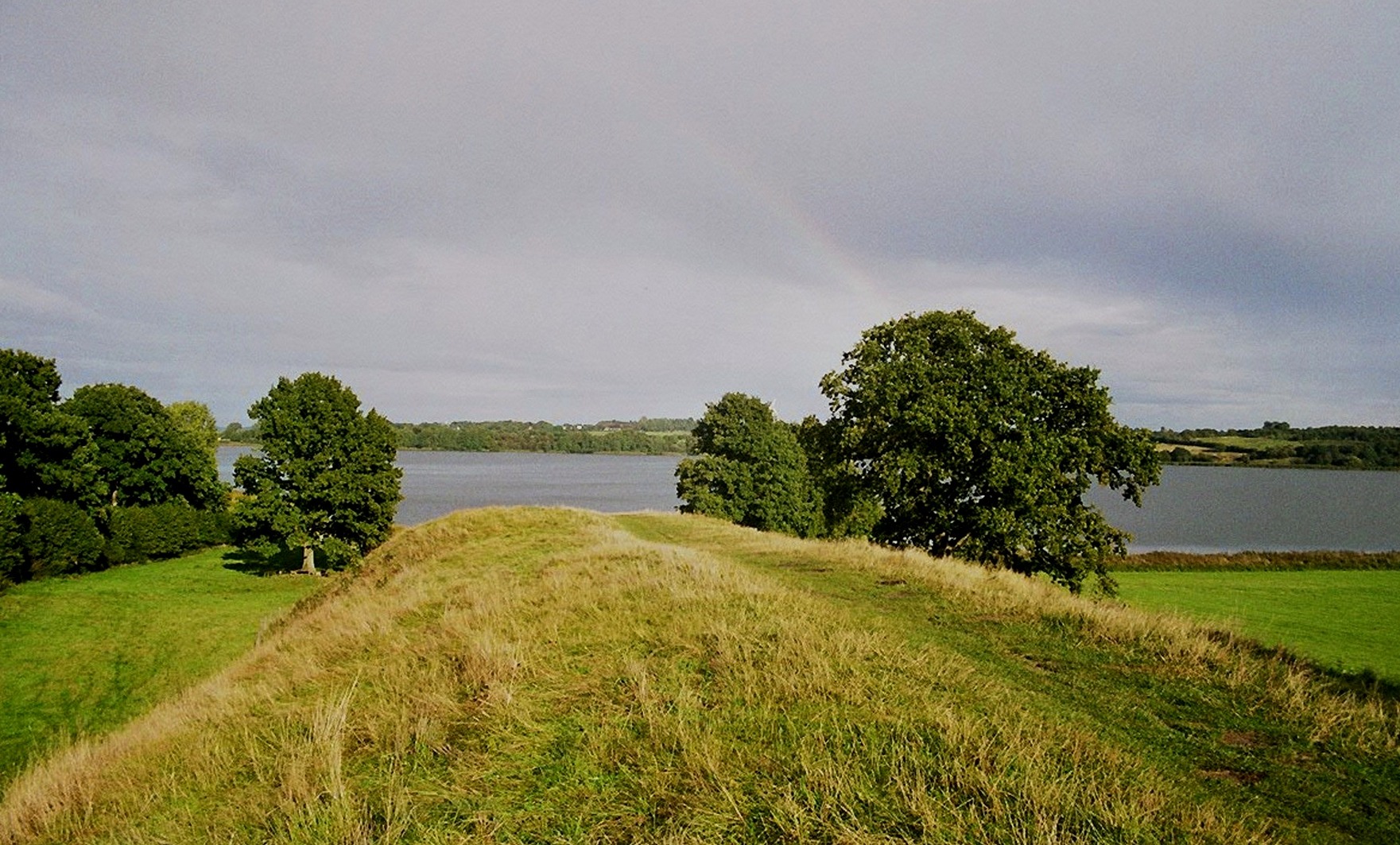
Blick vom begehbaren Wall aufs Haddebyer Noor
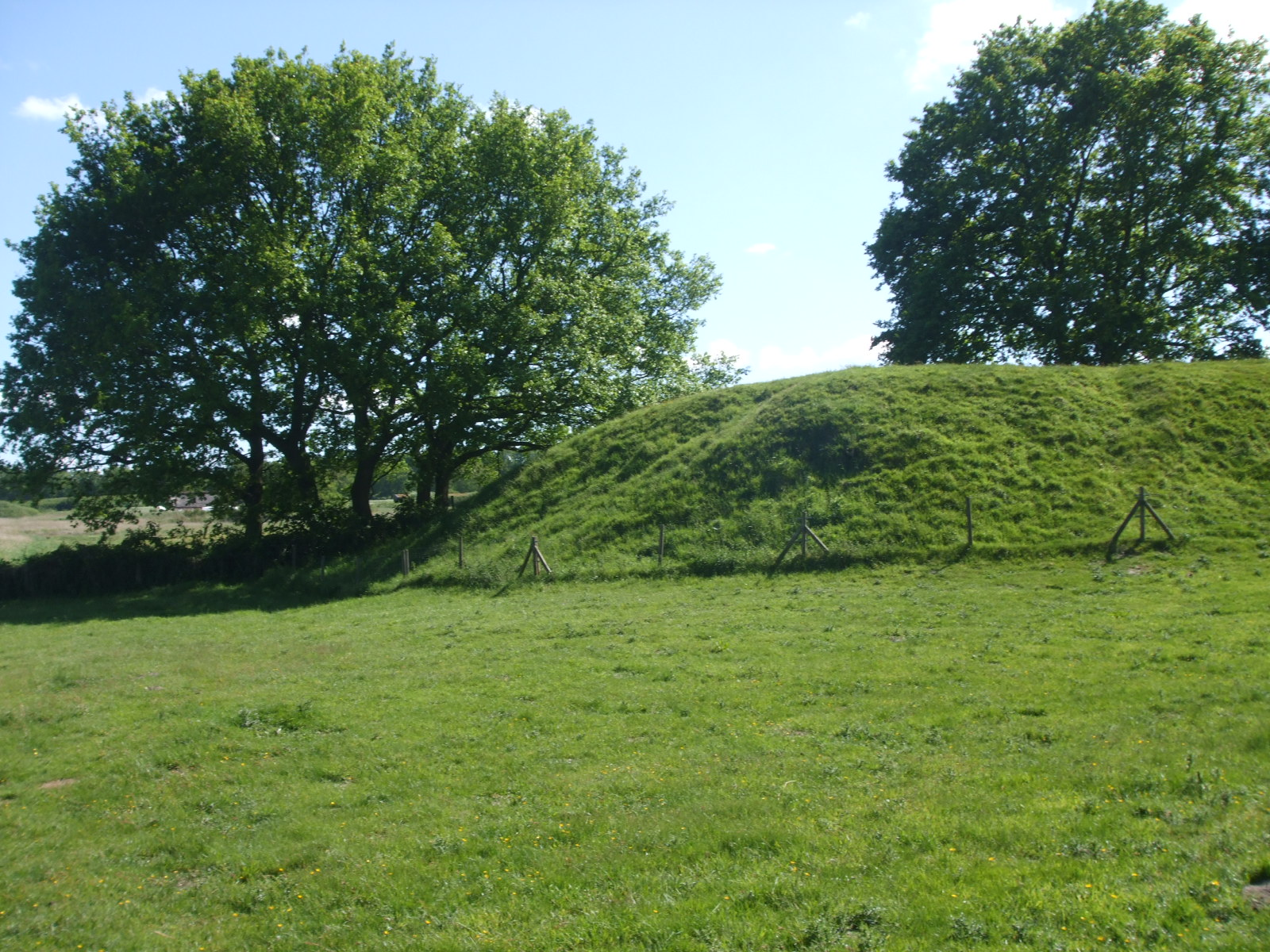
Nördlicher Anfang des Halbkreiswalls

## Siedlung

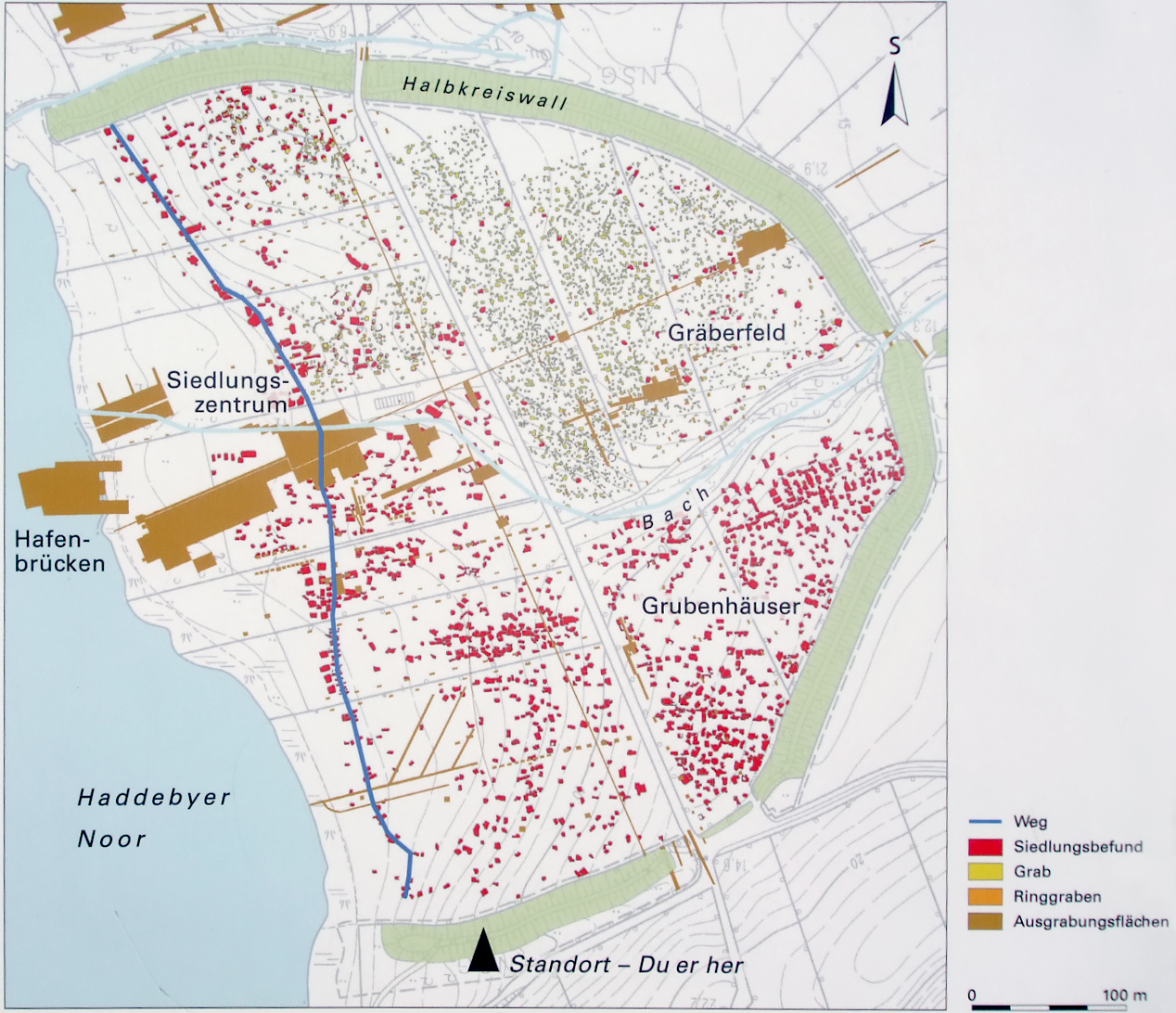
Lageplan (▲ Standort des Plans auf dem Nordwall), für die Betrachter gesüdet (oben ist Süden)

Die Hallenhäuser aus Holz- und/oder Flechtwerkwänden waren wahrscheinlich mit Reet oder Stroh gedeckt. Die überbauten Grundflächen variierten zwischen 3,5 × 17 m und 7 × 17,5 m.
Haithabu war anfänglich ein Warenumschlagsplatz auf grüner Wiese ohne städtische Infrastruktur, was für das Entstehen einer gewachsenen Stadt untypisch ist. Durch die erzwungene Ansiedlung der Kaufleute von Reric nach dessen Zerstörung im Jahr 808 und den Zustrom von Handwerkern kam es zu einer Siedlungsverdichtung. Weil die Landbevölkerung ihre Getreideüberschüsse in die Stadt verkaufte und die Stadtbewohner deshalb nicht auf Selbstversorgung angewiesen waren, konnten sich dort differenzierte Tätigkeiten entwickeln.
Im 9. Jahrhundert entstand eine zweite Siedlung weiter nördlich und eine weitere Siedlung am Haithabu-Bach dazwischen. Ende des 9. Jahrhunderts wurden der nördliche und südliche Teil der Siedlung aufgegeben. Der mittlere Teil am Haithabu-Bach wurde weiter benutzt.
Der Halbkreiswall rings um die Siedlung entstand nach 930. Der etwa neun Meter hohe Halbkreiswall umschloss 26 Hektar Fläche. Um 968 ließ der dänische König Harald Blauzahn einen 3,5 Kilometer langen Verbindungswall zwischen dem Halbkreiswall von Haithabu und dem Danewerk erbauen. Damit waren sowohl die Siedlung als auch der Handelsweg Richtung Westen geschützt.
In der Siedlung wurden unterschiedliche Gräbertypen analysiert: dänische Brandgruben, schwedische Kammergräber, sächsische Urnengräber, christliche Erdgräber und slawische Urnengräber. Daraus lässt sich das Völkergemisch Haithabus erkennen, aber auch der Einfluss der Christianisierung (ab 826). Außerdem wurden unterschiedliche Werkstätten, Befestigungsanlagen, Landestege, Schiffbrücken und Speichergebäude gefunden.

## Bedeutung als Handelsplatz

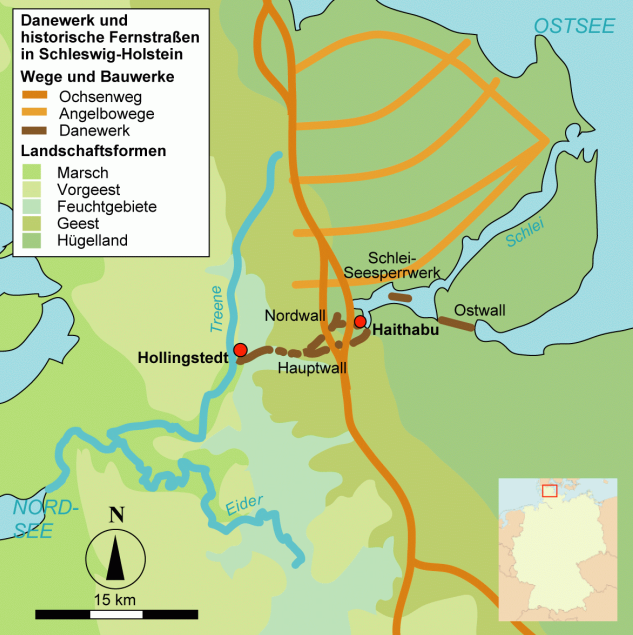
Lage von Haithabu am Ende des Ostsee-Arms Schlei, nahe der Kreuzung von Ochsenweg (orange) und Danewerk (braun)

Haithabu war wegen seiner Lage an Handelswegen zwischen dem Fränkischen Reich und Skandinavien sowie zwischen Ostsee und Nordsee ein Haupthandelsplatz.

### Lage
Haithabu lag im äußersten Süden des von Wikingern besiedelten Gebietes. Es ist der einzige Ort im heutigen Deutschland, an dem Runensteine aufgestellt wurden. Ab 811 markierte die einige Kilometer südlich fließende Eider die Grenze zum Frankenreich, was die Bedeutung Haithabus noch vergrößerte.
Da die Schlei als Meeresarm der Ostsee weit ins Landesinnere hineinreicht, lag Haithabu in dem Gebiet mit der geringsten Entfernung zwischen Ostsee und Nordsee, das „Schleswiger Landenge“ genannt wird. Hier gab es in Ost-West-Richtung einen Handelsweg, der den langen und gefährlichen Seeweg um Dänemark herum abkürzte. Die Schiffe fuhren von der Ostsee in die Schlei und erreichten nach etwa 40 Kilometern das Haddebyer Noor, an dessen Westufer Haithabu lag. Von Haithabu aus wurden Handelsgüter mit Ochsenkarren 18 Kilometer weit (nach anderen Angaben 16 Kilometer) über Land nach Hollingstedt an der Treene gebracht und von dort über die Eider in die Nordsee verschifft – und umgekehrt. Hollingstedt war der „Nordseehafen von Haithabu“. Der Handelsweg zwischen Haithabu und Hollingstedt verlief entlang der Wälle des Danewerks auf deren Nordseite.
Wenige Kilometer westlich von Haithabu führte der Ochsenweg vorbei, jahrhundertelang die entscheidende Süd-Nord-Verbindung von Hamburg bis Viborg in Jütland. Haithabu lag somit an der Kreuzung zweier wichtiger Handelsrouten.

### Handel
Vom 9. bis ins 10. Jahrhundert war Haithabu mit seinen über eintausend ständigen Einwohnern ein wichtiger, überregional bekannter Handelsplatz, an dem auch eigene Münzen geprägt wurden. Waren aus der gesamten damals bekannten Welt wurden in Haithabu gehandelt: aus Norwegen, Schweden, Irland, Baltikum, Konstantinopel, Bagdad und dem fränkischen Reich. Gehandelt wurden aus dem skandinavischen Raum vorwiegend Rohstoffe, aus den entfernteren Gebieten eher Luxusgüter. Durch archäologische Funde von eisernen Fuß- und Handfesseln ist ein Handel mit Sklaven belegt. Besonders die Herstellung und Bearbeitung von Tonwaren (Geschirr), Glas und Werkzeug wurde wichtig für die Bedeutung Haithabus.

### Andere Handelszentren

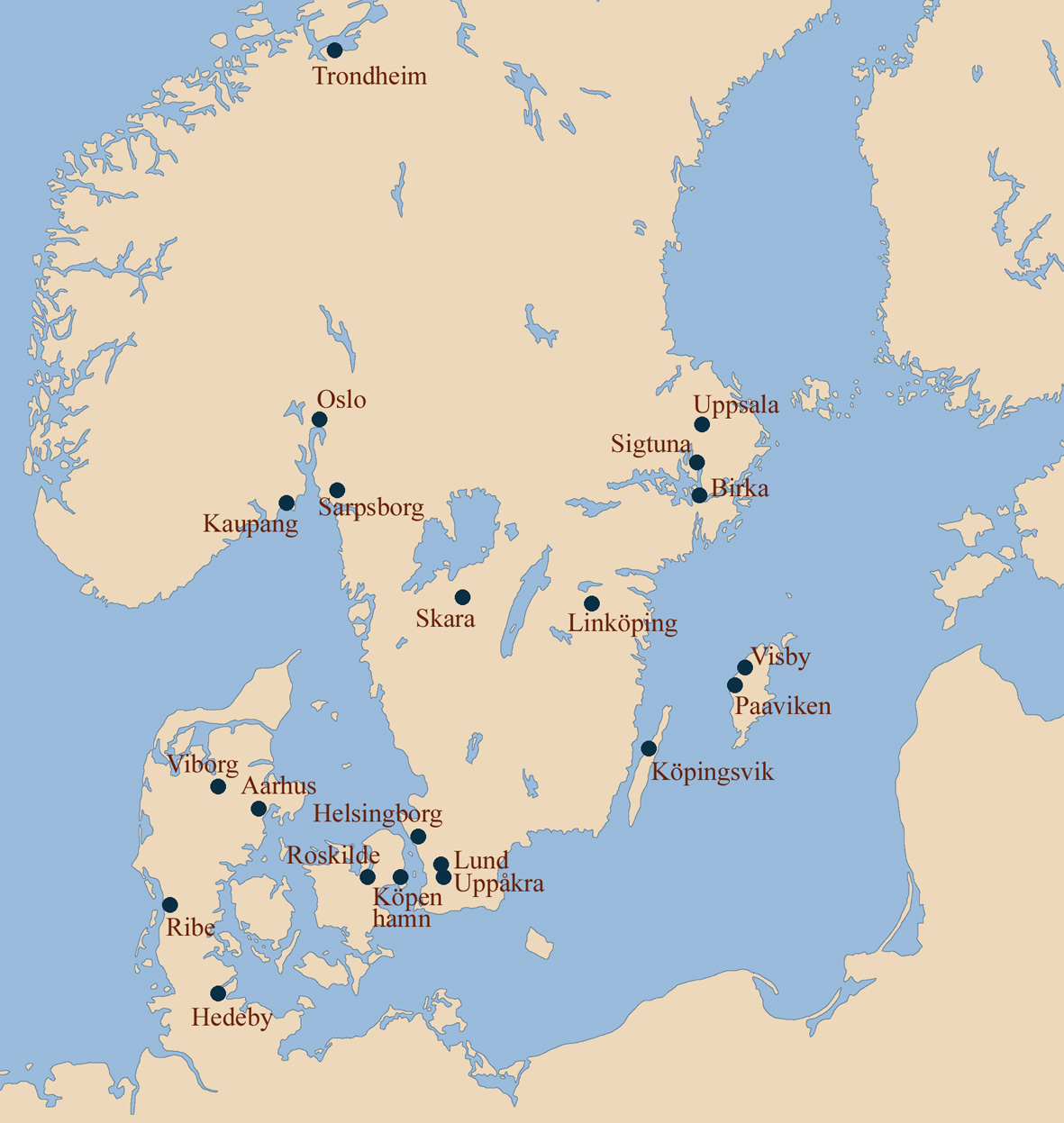
Bedeutende Handelsplätze der Wikinger

Andere Handelszentren im nördlichen Europa, ohne die Haithabu keine solche Bedeutung hätte erlangen können, waren zu dieser Zeit u. a.
- Västergarn (zuvor Paviken) und Vallhagar auf Gotland
- Avaldsnes, Kaupang, Spangereid und Steinkjer (Norwegen)
- Birka, Löddeköpinge und Sigtuna (Schweden)
- Ribe und Tissø (Dänemark)
- Nowgorod (Russland)
- Seeburg (im Baltikum)
- an der südlichen Ostseeküste Jomsburg (Vineta), Menzlin, Ralswiek sowie im Preußenland Truso (bei Elbing) und Wiskiauten (bei Cranz)
- Domburg, Dorestad und Witla (Niederlande)
- Quentovic (Frankreich)

## Ausgrabungen
Für die Arbeit der Archäologen gab es in Haithabu von Anfang an günstige Voraussetzungen: Der Platz war nie überbaut worden, und infolge der Nässe waren die ufernahen Partien teilweise noch sehr gut erhalten, sodass das Grabungsfeld noch viele Details erkennen ließ. 1897 gelangte der dänische Archäologe Sophus Müller zu der Annahme, das Gelände innerhalb des Halbkreiswalles sei der Siedlungsplatz des alten Haithabu gewesen. 1900 wurde dies von Johanna Mestorf bestätigt. Sie ließ erste Ausgrabungen innerhalb des Walles durchführen, und die ersten Funde bestätigten die Annahme. Von 1900 bis 1915 fanden alljährlich Ausgrabungen mit dem Ziel statt, die Bedeutung Haithabus für die nordische Geschichte und seine Rolle in der Welt der Wikingerzüge zu klären. Im Jahr 1908 wurde das Bootkammergrab von Haithabu gefunden.
In den Jahren von 1930 bis 1939 wurde unter der Leitung von Herbert Jankuhn intensiv gegraben. In der Zeit des Nationalsozialismus standen die Grabungen seit 1934 unter Schirmherrschaft von Heinrich Himmler und wurden anfangs finanziert durch die Forschungsgemeinschaft Deutsches Ahnenerbe. 1938 übernahm diese Haithabu. Für die Nationalsozialisten hatten die Grabungen eine hohe ideologische Bedeutung bei ihrer Suche nach einer vermeintlich „germanischen“ Identität. In Haithabu investierte das SS-Ahnenerbe über die Hälfte seines Ausgrabungsetats. Nach dem Krieg wurden die Arbeiten unter Kurt Schietzel fortgesetzt.
Im Sommer 1949 entdeckte der Schleswiger Rechtsanwalt Otto von Wahl bei Tauchgängen die Palisaden der Hafenbefestigung von Haithabu, die Schiffsnieten im Hafengrund liegender Wracks von Wikingerschiffen und diverse Kleinfunde wie z. B. Glasperlen und ein Bronzearmband. Otto von Wahl drängte daher die Archäologen, die Unterwassersuche wieder aufzunehmen. Umfangreiche Untersuchungen des Haddebyer Noores im Hafengebiet vor Haithabu erfolgten dann ab 1953 unter der Leitung von Karl Kersten und Hans Hingst vom Landesmuseum für Vor- und Frühgeschichte in Schleswig.
Seit 1959 hat man die gesamte Südsiedlung vor dem Halbkreiswall sowie einen großen Teil des alten Siedlungskerns im Halbkreiswall ausgegraben. Auch die Untersuchung des 11 ha großen Hafenbeckens wurde vorangetrieben. Erfolgreiche Tauchfahrten fanden 1953 statt. Dabei wurden weitere Reste der Hafenpalisade und das Wrack des Wikingerschiffes Haithabu 1 entdeckt. 1979 konnte es nach der Errichtung eines Bergebauwerkes (Spundkasten) geborgen werden.
Die Bergung des Wracks, seine Konservierung und die danach erfolgte Rekonstruierung des Wikingerschiffes wurden von der Film-AG im Studentenwerk Schleswig-Holstein unter Leitung von Kurt Denzer auf 16-mm-Film festgehalten. Als Ergebnis dieser filmischen Dokumentation erschien 1985 der 30-minütige Dokumentarfilm Das Haithabu-Schiff.
Haithabu ist der besterforschte frühmittelalterliche Hafen in Deutschland. Mit Schiffsbergungen und Hafenuntersuchungen bis 1980 fanden die Ausgrabungen ein vorläufiges Ende. Bis dato waren jedoch nur fünf Prozent des Siedlungsareals und ein Prozent des Hafens intensiv untersucht worden.
Mit Hilfe der Dendrochronologie hat man festgestellt, dass die einzelnen Gebäude auf dem feuchten Boden nur eine kurze Lebenszeit hatten und mehrmals überbaut wurden. Die erste jahrgenaue dendrochronologische Datierung von Funden gelang Dieter Eckstein im Rahmen seiner Dissertation 1969.

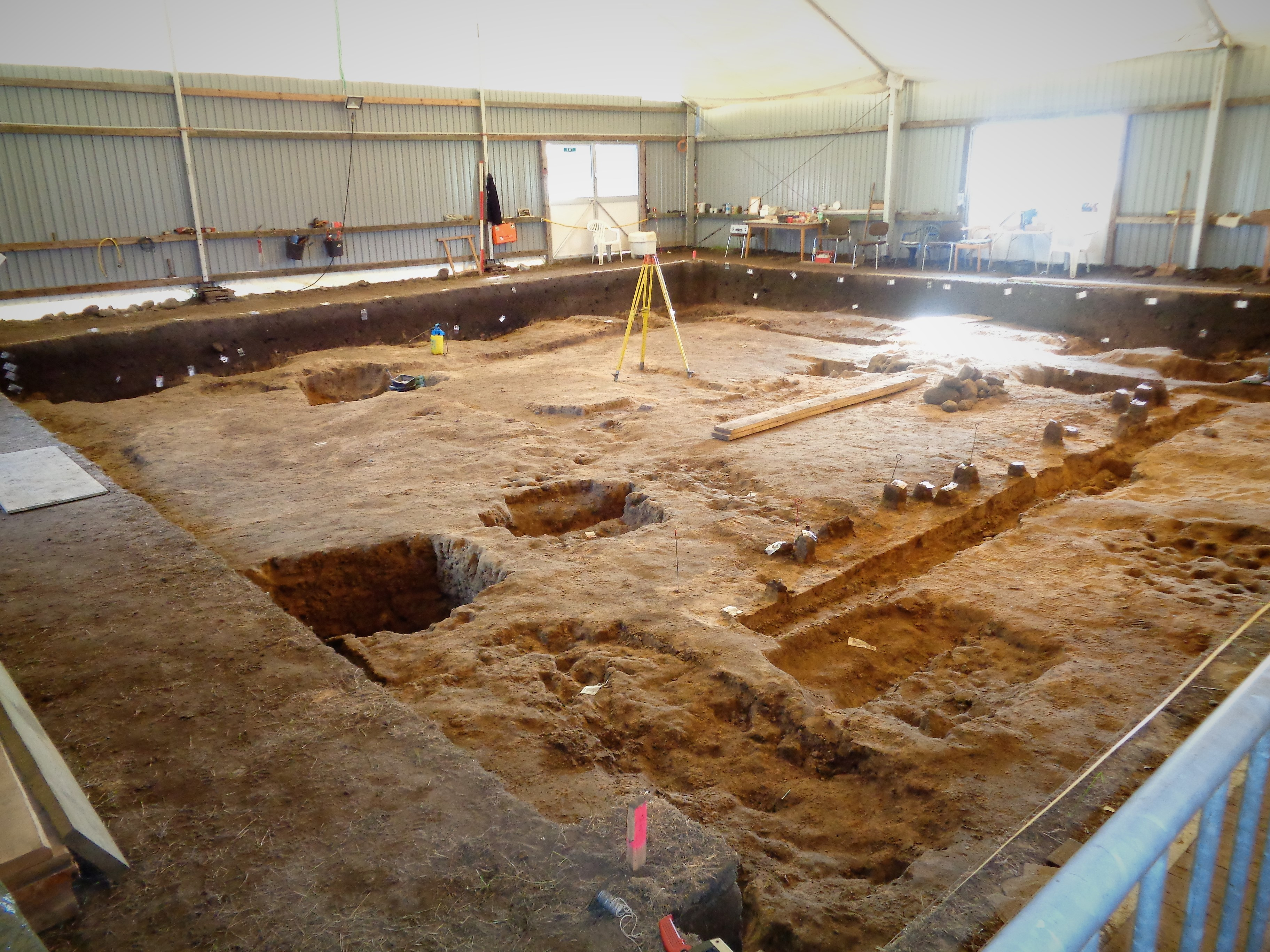
Die Ausgrabungsstelle im September 2017

Seit 2002 wurde mit Hilfe magnetischer, geophysikalischer Prospektion eine Art Stadtplan von Haithabu erstellt. Dabei macht man sich zunutze, dass die Überreste menschlichen Tuns andere magnetische Strukturen aufweisen als das umgebende Erdreich. Zur Überprüfung und Bestätigung der Ergebnisse wurde ab 2005 bis 2010 erneut in Haithabu gegraben. Dabei wurde unter anderem ein auf den Überresten eines abgebrannten Grubenhauses errichteter Kuppelofen gefunden, der zur Herstellung von Glasperlen gedient haben könnte. Die neuen Funde wurden zusammen mit Fundsammlungen aus Schleswig ausgewertet, um genauere Erkenntnisse zum Übergang von Haithabu nach Schleswig Mitte des 11. Jahrhunderts zu gewinnen. Das Projekt wurde von 2014 bis 2017 von der Volkswagenstiftung finanziert.
Im Sommer 2017 wurde ein Gräberfeld erneut untersucht, in dem 1939 wenige Tage vor Kriegsausbruch bereits Grabbeigaben gefunden worden waren. Bei der Freilegung mehrerer Gräber kamen neben Knochenfunden auch etliche Schmuckstücke aus Gold und Edelsteinen zum Vorschein.

## Heutige Situation

### Museum und Freilichtmuseum

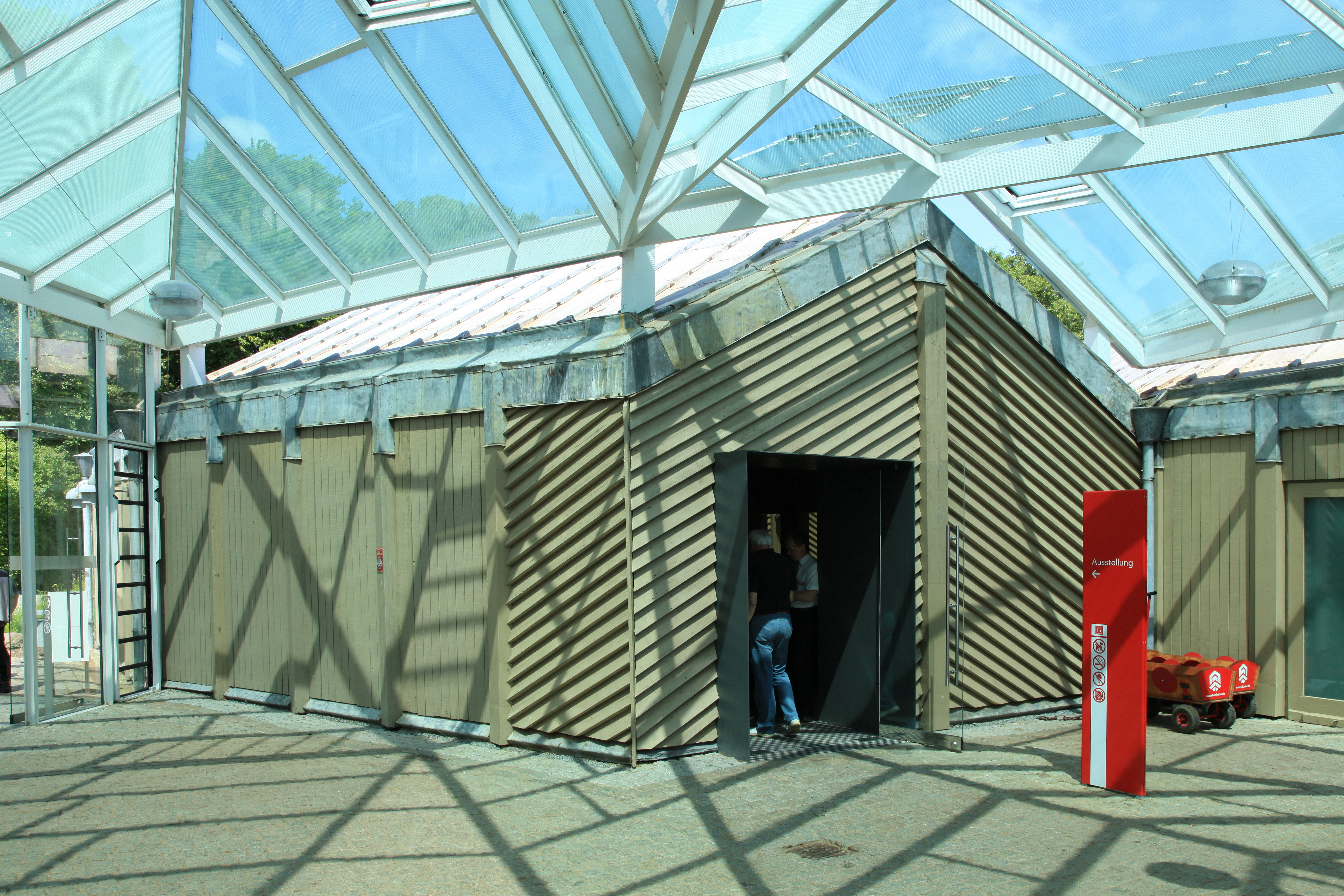
Wikinger Museum Haithabu

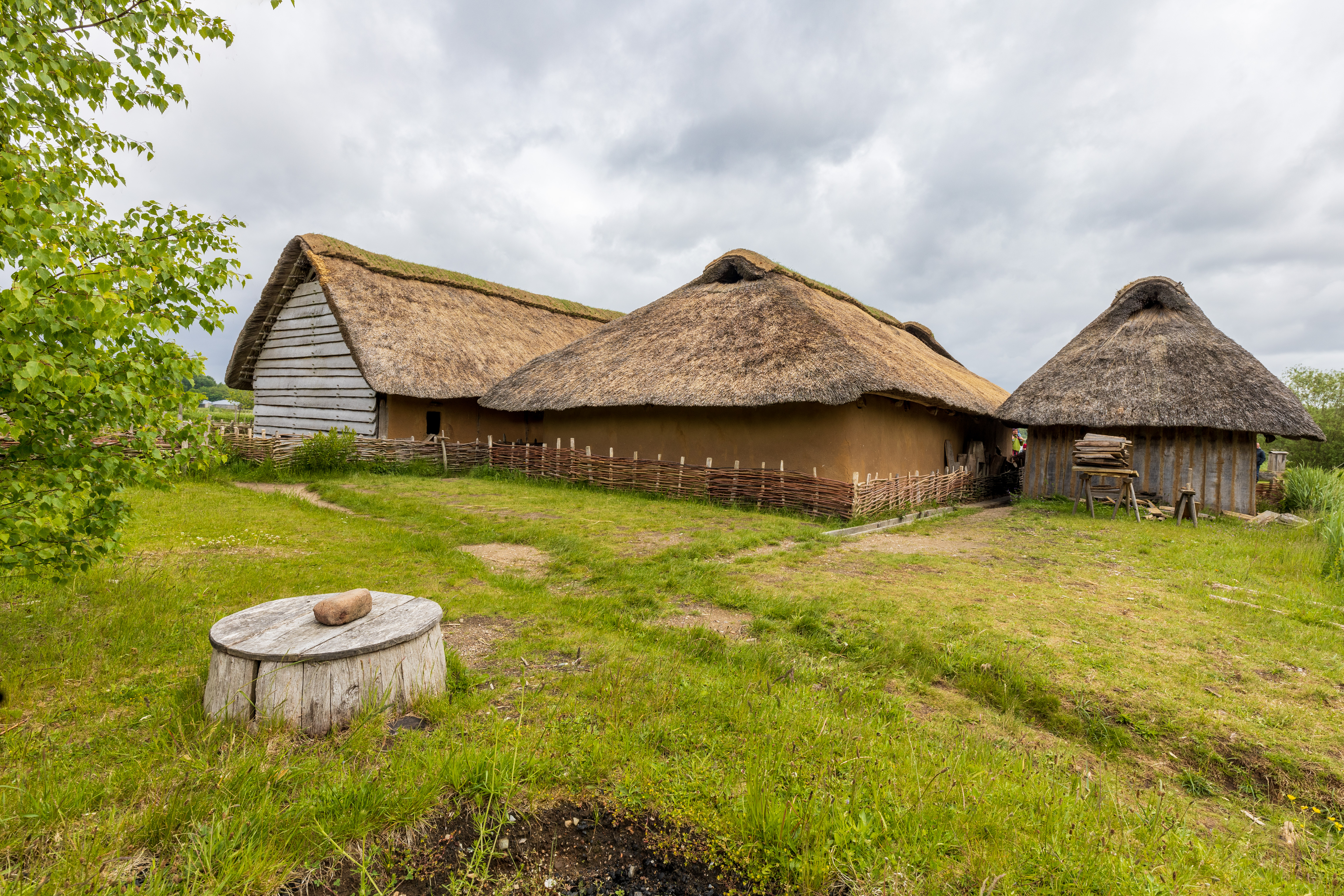
Rekonstruierte Wikingerbauten von Haithabu (Freilichtmuseum)

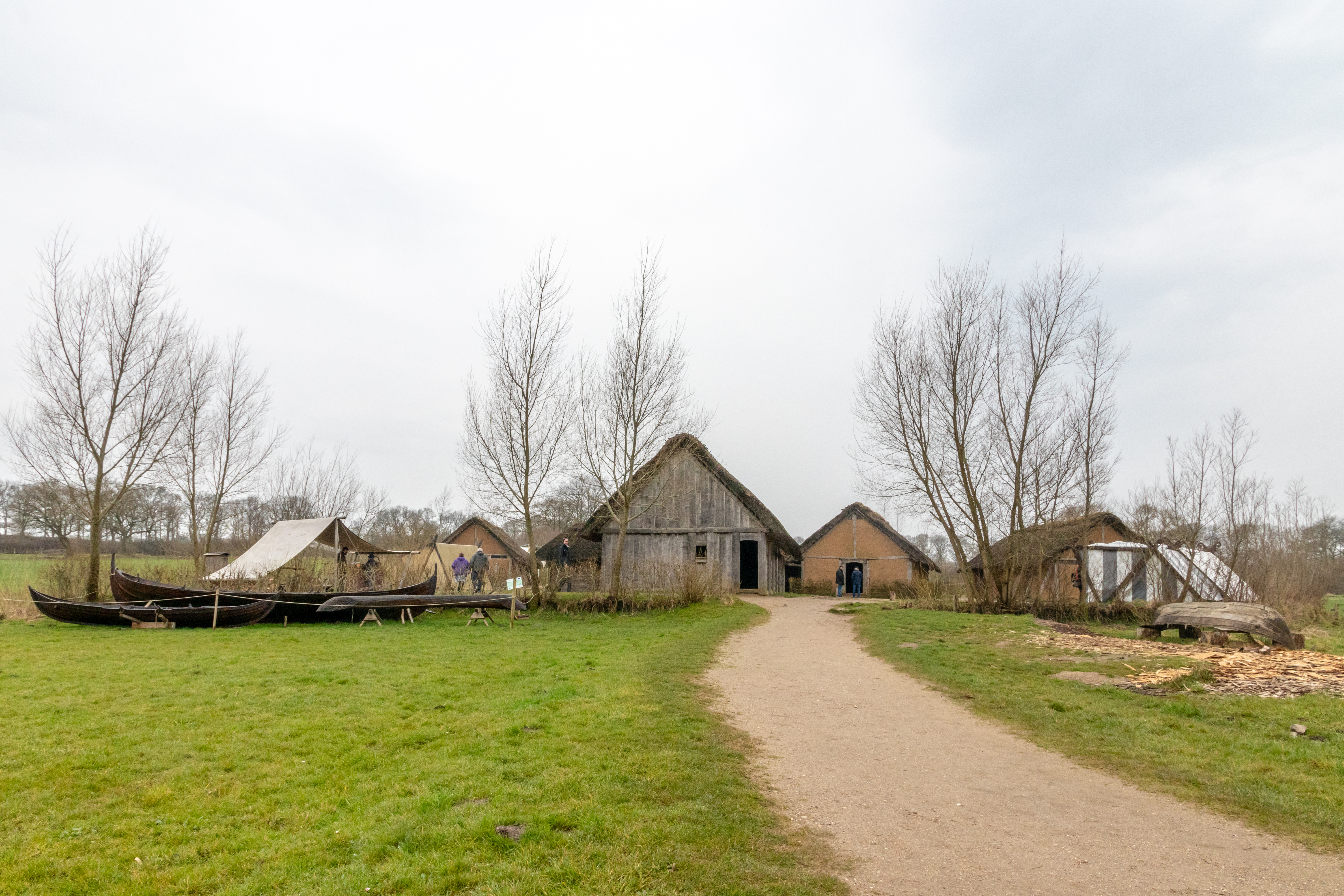
Die rekonstruierten Wikingerbauten, Sicht von der Seeseite

Heute befindet sich in der Nähe des Halbkreiswalls das Wikinger Museum Haithabu. Es wurde 1985 eröffnet. Hier sind unter anderem die Runensteine von Haithabu und die Reste des Wikingerschiffs Haithabu 1 zu sehen.
Auf dem Gelände Haithabus wurden von 2005 bis 2008 sieben aus Befunden rekonstruierte Wikingerhäuser als Freilichtmuseum errichtet. Am 7. Juni 2008 wurden alle sieben Häuser in einem Festakt der Öffentlichkeit präsentiert.

### Aufnahme in die UNESCO-Welterbeliste
Das Archäologische Landesamt Schleswig-Holstein unter der Leitung von Claus von Carnap-Bornheim begann das Welterbevorhaben „Danewerk und Haithabu“ am 1. November 2004. Zusammen mit dem Danewerk und weiteren wikingerzeitlichen Stätten in Nordeuropa wurde Haithabu zunächst im Rahmen des transnationalen Projektes „Wikingerzeitliche Stätten in Nordeuropa“ für das Weltkulturerbe der UNESCO nominiert. Der internationale Antrag mit Island, Dänemark, Lettland und Norwegen wurde jedoch 2015 vom Welterbekomitee zur weiteren Überarbeitung an die Antragsteller zurückverwiesen und ist daraufhin nicht mehr weiterverfolgt worden.
2017 brachte das Archäologische Landesamt Schleswig-Holstein zur Nominierung als Welterbestätte daher einen neuen, eigenen Antrag zu Haithabu als wikingerzeitlichem Handelsknotenpunkt und zum Grenzbauwerk Danewerk unter dem Titel „Die archäologische Grenzlandschaft von Haithabu und dem Danewerk“ ein. Nach Abschluss des Prüfungsverfahrens durch ICOMOS wurde der Weltkulturerbetitel für Haithabu und das Danewerk als „archäologischen Grenzkomplex“ im Juni 2018 verliehen.
Am 30. Juni 2019 fand in Haithabu eine Feier zum ersten Jahrestag der Welterbe-Auszeichnung statt. Dabei überreichte Michelle Müntefering, Staatsministerin für Internationale Kulturpolitik im Auswärtigen Amt, die UNESCO-Urkunde an Schleswig-Holsteins Ministerpräsidenten Daniel Günther.

## Haithabu in der Kultur
- In der ins 13. Jahrhundert datierten Vorzeitsaga von Ragnar Lodbrok und seinen Söhnen entschließen sich die Söhne des Wikingerkönigs Ragnar, Ruhm zu erlangen, indem sie die Stadt Haithabu erobern, an deren Einnahme zuvor alle, einschließlich ihres Vaters, gescheitert waren. In der Saga gelingt es den Söhnen schließlich unter der Führung von Ivar dem Knochenlosen, die Stadt zu nehmen – um den Preis, dass ihr jüngster Bruder dabei fällt. Daraufhin plündern sie Haithabu, schleifen die Mauern und brennen jedes Haus nieder.[31]
- In der kanadisch-irischen Fernsehserie Vikings herrscht die von Katheryn Winnick verkörperte weibliche Protagonistin Lagertha zeitweise über Haithabu (Hedeby), welches dort allerdings nach Skandinavien verlegt wurde.
- Die deutsche Shanty-Rock-Band Santiano veröffentlichte 2018 die Single Mädchen von Haithabu.
- Mehrere Lieder der Deutschrock-Band Torfrock drehen sich um Sagen aus Haithabu, so u. a. Volle Granate, Renate, Rollo, der Wickinger und Rollos Wampe.